# Le Choix (film, 2024)
Pour les articles homonymes, voir Le Choix (homonymie).
Ne doit pas être confondu avec Le Choix ou Le Choix (roman).
Pour plus de détails, voir Fiche technique et Distribution.
Le Choix est un film dramatique français réalisé par Gilles Bourdos et sorti en 2024,.
Le film est un remake du film américain Locke de Steven Knight sorti en 2013 avec Tom Hardy.

## Synopsis
Chef de projet dans une importante entreprise de construction immobilière, Joseph Cross abandonne précipitamment son chantier après avoir reçu un appel téléphonique. Tout en conduisant sa voiture, il multiplie les appels pour faire face aux conséquences de ce qu'il vient d'apprendre. Les choix qu'il va faire vont bouleverser sa vie professionnelle comme personnelle.

## Fiche technique
Sauf indication contraire, les informations mentionnées dans cette section peuvent être confirmées par les bases de données cinématographiques IMDb et Allociné,  présentes dans la section « Liens externes ».
- Titre original : Le Choix
- Réalisation : Gilles Bourdos
- Scénario : Michel Spinosa d'après le scénario de Steven Knight
- Musique : N/A
- Décors : N/A
- Costumes : Pascaline Chavanne
- Photographie : Mark Lee Ping Bin
- Son : François Waledisch, Valérie de Loof, Victor Fleurant et Cyril Holtz
- Montage : Guy Lecorne
- Production : Olivier Delbosc
  - Production déléguée : Christine de Jekel
  - Production associée : Emilien Bignon, Steven Knight, Paul Webster et Guy Heeley
- Sociétés de production : Curiosa Films, UGC, Studio Exception et JD Prod
- Sociétés de distribution : UGC
- Pays de production :  France
- Langue originale : français
- Format : couleur
- Genre : drame
- Durée : 96 minutes
- Dates de sortie :
  - Italie : 18 octobre 2024 (Rome)
  - France : 20 novembre 2024

## Distribution
- Vincent Lindon : Joseph Cross
- Emmanuelle Devos : Catherine
- Micha Lescot : Damien
- Pascale Arbillot : Béatrice
- Grégory Gadebois : Garcia
- Cédric Kahn : Cassano
- Milo Machado-Graner : Lucas
- Solan Machado-Graner : Simon

Vincent Lindon incarne le seul personnage filmé, les autres acteurs sont tous en voix off.